# أنطون واليكس
أنطون واليكس (بالإنجليزية: Anton Walkes) (8 فبراير 1997 في المملكة المتحدة - 19 يناير 2023) هو لاعب كرة قدم بريطاني في مركز الدفاع.

## وصلات خارجية
- أنطون واليكس على موقع الدوري الأمريكي (الإنجليزية)
- أنطون واليكس على موقع قاعدة بيانات كرة القدم.إي يو (الإنجليزية)
- أنطون واليكس على موقع Soccerbase.com (لاعب) (الإنجليزية)
- أنطون واليكس على موقع Soccerway.com (الإنجليزية)
- أنطون واليكس على موقع عالم كرة القدم.نت (الإنجليزية)